# Benjamin Van Hove
Benjamin Van Hove (Ukkel, 17 januari 1981) is een Belgisch hockeyspeler. 

## Levensloop
Hij speelt voor Waterloo Ducks in zijn woonplaats Waterloo.
Met het nationaal team werd hij 5e op de Olympische Spelen van 2012 in Londen. Bij aanvang van de Spelen had hij 139 caps.